# Wolfgang Guilherme do Palatinado-Neuburgo
Wolfgang Guilherme, duque do Palatinado-Neuburgo (em alemão:  Wolfgang Wilherm, herzog von Pfalz-Neuburg; Neuburgo, 4 de novembro de 1578 – Dusseldórfia, 20 de março de 1653), era um príncipe alemão pertencente à dinastia dos Wittelsbach.
Era filho de Filipe Luís (1547-1614), duque do Palatinado-Neuburgo, e de Ana de Cleves. Recebe a herança de seu pai bem como uma parte de Juliers-Cleves-Berg, por herança da mãe. Foi um dos raros príncipes protestantes a converter-se ao catolicismo.

## Disputa pela sucessão de Cleves
Contra a vontade de seus pais, luteranos convictos, Wolfgang Guilherme converte-se secretamente ao catolicismo em junho de 1613 e casa com Madalena da Baviera, filha de Guilherme V, Duque da Baviera. A conversão é oficializada e celebrada em Dusseldórfia (Düsseldorf) a 15 de maio de 1614. Wolfgang Guilherme não assiste às exéquias de seu pai, falecido em Neuburgo a 22 de agosto de 1614. Este pretendia deserdá-lo mas morre oito dias antes da reunião da Dieta local que convocara para o efeito. O novo duque faz a sua entrada oficial nesse estado protestante apenas em 1615, rodeado por cinquenta soldados.
Esta mudança de religião, que lembra a do rei Henrique IV de França, e o seu casamento com uma princesa católica permite ao duque de Neuburgo passar para o lado da Liga Católica. Ele pretende, com o apoio da liga, fortalecer as suas reivindicações na disputa sucessória de Cleves, enquanto herdeiro do duque João Guilherme de Jülich-Cleves-Berg, seu avô materno, herança essa que compreendia os ducados de Julich, de Cleves e de Berg, os condados de Marck e de Ravensberg e o senhorio de Ravenstein. O seu principal rival -e primo-, João Sigismundo, margrave e eleitor de Brandemburgo, é um membro importante da União Evangelica, que também se convertera em 1613, mas ao calvinismo. Esta situação leva à celebração do Tratado de Xanten, em 12 de novembro de 1614, que partilha a herança de Cleves : Wolfgang Guilherme recebe Jülich, Berg e Ravenstein, enquanto que João Sigismundo herda Cleves, Mark e Ravensberg. A disputa só se resolve definitivamente mais tarde, após os sobressaltos da Guerra dos Trinta Anos e após o último ataque brandeburguês a Julich-Berg em 1651, conhecido pelo nome popular da "Guerra da Vaca de Dusseldorfia" (Düsseldorfer Kuhkrieg). A partilha só se torna definitiva em 1666.

## Viagens
Wolfgang Guilherme era um príncipe do seu tempo. A sua educação luterana estrita não impediu de praticar exercício físico, dança e desenho. Era fluente em seis línguas, entre as quais o latim, o italiano e mais tarde o espanhol. Empreendeu numerosas viagens antes de 1636. As primeiras tiveram fins pedagógicos, outras foram de cariz político: tratava-se de promover a sua causa na disputa sucessória de Cleves, e mais tardem na questão do ramo senior dos condes palatinos, a Causa Palatina. Em 1596 faz uma viagem pelo norte da Alemanha e Dinamarca, onde assiste à coroação do rei Cristiano IV, familiar da Casa de Wittelsbach.
Em 1597, visita a Itália, que volta a visitar em 1630. O seu Grand Tour de 1600/01 leva-o, durante oito meses, através da Renânia, Países-Baixos, Inglaterra e França. Tendo conhecido muitos príncipes alemães e estrangeiros, sendo recebido pelas autoridades locais. Dessa viagem ficou um diário de viagem. Em 1624 visita a corte de Filipe IV de Espanha, de quem recebera, em 1614, a Ordem do Tosão de Ouro e que o eleva à Grandeza de Espanha. Durante a sua estadia em Espanha teve oportunidade de proteger o pintor Rubens, então um enviado dos Países Baixos espanhóis, ameaçado por um motim popular, transportando-o no seu coche. No seu regresso, visita o rei Luís XIII de França.
Visita também com frequência Bruxelas e Viena.

## Duque do Palatinado-Neuburgo e de Julich-Berg
Até 1631 Wolfgang Guilherme residia alternativamente em Dusseldórfia e em Neuburgo. Após a ocupação de Neuburgo pelas tropas suecas (1632-34), fixa residência principalmente em Dusseldórfia e apenas visita Neuburgo duas vezes: em 1635-36, por ocasião duma viagem a Viena; e uma última vez, em 1650, após participar em Heidelberga no casamento de Carlos Luís, filho de Frederico V, Eleitor Palatino, o "Rei de inverno", expulso após a catástrofe de 1620 na Boêmia.
Dusseldórfia deve-lhe a igreja de Santo André, que domina a cidade, e um carrocel na Mühlenstrasse. Apreciador da pintura holandesa, reúne a coleção de quadros da cidade. O prestígio da Corte de Dusseldorfia é controverso. Por um lado, a corte conta com quase 300 pessoas e o mestre-capela, Giacomo Negri, um discípulo de Palestrina, é muito bem pago. A orquestra da Corte, 8 músicos e 20 cantores, custa em 1638 cerca de 5.000 Reichstaler (Táler imperiais). O pintor da Corte, Johannes Spillberg, era oriundo duma família calvinista natural do ducado.  Por outro lado, Sofia de Hanôver, que visita a Corte de Dusseldórfia em 1650, sublinha nas suas Memórias que os criados usam vestes usadas e que as tapeçarias e as camas são velhas. Atravessava-se, então, uma crise terrível.
Como os príncipes do seu tempo, Wolfgang Guilherme coloca-se acima dos seus estados e levanta novos impostos ou aumenta-os sem nunca reunir a Dieta: até 1624 a Dieta de Julich-Berg nunca foi reunida o que gera conflitos e implicou a intervenção do Imperador. O conflito culmina durante a denominada Dieta Camponesa de 1639. Apesar do apoio das autoridades locais ao duque, a decisão é contrariada pelo Imperador. A disputa é resolvida pelo acordo de 1649, com concessões recíprocas.

## A recatolicização

### No Ducado de Julich e Berg

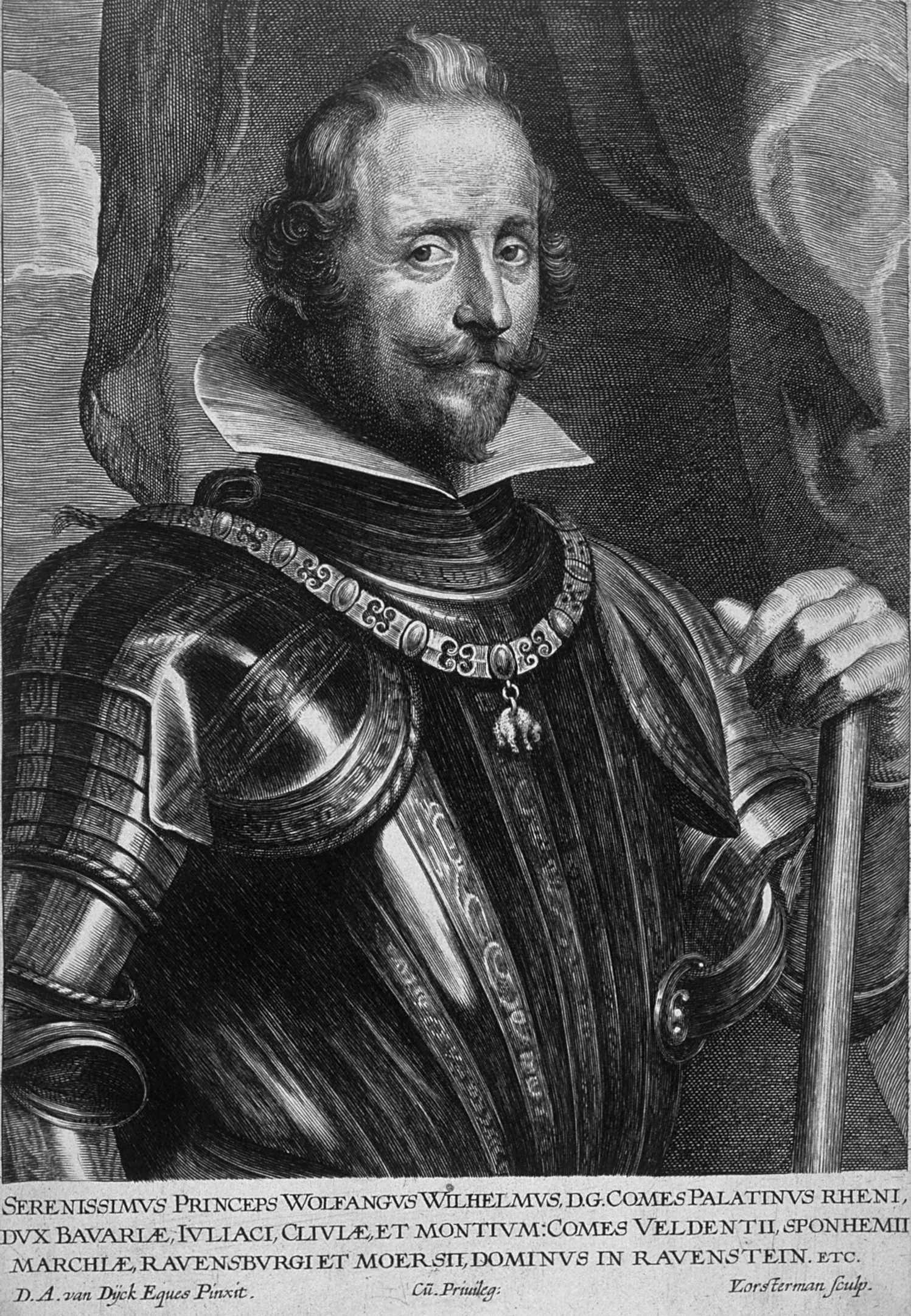
Wolfgang Guilherme, gravura do Séc. XVIII.

Wolfgang Guilherme empreende a “reconquista” católica. O duque apoia-se nas ordens religiosas e empreende uma política de repressão dos protestantes.
Em 1618, o duque pede ao diretor dos jesuítas de Colónia que envie padres para ensinar no célebre liceu (Gymnasium) aberto a Dusseldorfia no século anterior. Eles chegam no ano seguinte e é-lhes confiada a direção do estabelecimento. Wolfgang Guilherme compra, por pouco mais de 7.400 Reichstaler uma casa onde se instalam e os padres adquirem também um grande jardim de 9 acres. Em 1625, com o acordo do Senado e dos Conselhos, é-lhes atribuído um terreno para reconstruírem o liceu. A primeira pedra dum seminário para jovens estudantes pobres é lançada pelo duque no meio de grandes festividades em 1623. Wolfgang Guilherme supervisiona frequentemente o trabalho dos alunos. De 1622 a 1629 manda construir a igreja de Santo André, de estilo barroco.
Em 1621 o duque, com o apoio dos católicos locais, cria um convento de Capuchinhos em Dusseldórfia. A igreja é consagrada em 1624 sendo dedicada a Santa Maria Madalena, sem dúvida em honra da muito católica duquesa Madalena da Baviera. Por fim, em 1638, dois religiosos Celestinos chegam a Dusseldórfia vindos de Colónia, a convite e às custas do príncipe. Com o seu apoio eles adquirem uma casa em 1642, mas o seu convento só é concluído em 1691.
A partir de 1630 os magistrados de Dusseldórfia só podem ser católicos. Os templos Calvinistas são fechados em 1631, os Luteranos em 1641. Mas a Guerra dos Trinta Anos obriga à voltar atrás nestas decisões em 1643-44 e a autorizar os cultos protestantes. Em 1650 contam-se 62.000 protestantes (47 % da população, metade luterana e metade calvinista) no ducado de Berg, mas em Julich o número é apenas de 8.160 reformados.

### No Ducado de Neuburgo
Aqui, Wolfgang Guilherme segue a mesma política recatolicização. Não respeita a sua promessa de salvaguardar a situação da população luterana, mesmo no pequeno senhorio do Palatinado-Sulzbach-Hilpoltstein confiado ao seu irmão mais novo João Frederico (Johann Friedrich), que permanecera luterano. Introduz o Simultaneum  nas igrejas. A partir de 1615 Neuburgo passa a aplicar o calendário gregoriano, saltando de 13 para 24 de dezembro. O catolicismo torna-se religião do Estado, devendo os oficiais converter-se ou partir. Tal com faz com a nova igreja de Santo André de Dusseldórfia, também a igreja da Corte de Neuburgo é entregue aos Jesuítas em 1618. A reconsacração do santuário é feita com grande pompa, na presença de quatro bispos. O duque oferece à igreja obras de Rubens, o Último Grande Julgamento de 1617, uma Adoração dos Pastorinhos e um Pentecostes de 1620. Por outro lado, reconstroi a igreja de S. Pedro entre 1641 e 1646, onde fica uma quarta obra de Rubens, a Queda dos Anjos.
Os Jesuítas têm um papel essencial na política religiosa do duque. Instalados num antigo convento de beneditinos e no antigo arsenal transformado em 1618 e reconstruído no século XVIII, eles acolhem a antiga escola latina de Lauingen e a sua biblioteca num liceu e num seminário. Também a antiga tipografia ducal de Lauingen, transferida, também ela, para Neuburgo e confiada a um católico em 1616, e estes são os principais instrumentos da recatolicização. Em 1622 Wolfgang Guilherme e a sua esposa criam, nas proximidades da Porta de Augsburgo, a capela de S. Wolfgang e um convento para os Irmãos da Misericórdia (Barmherzige Brüder) encarregados de tratar dos males da cidade e do distrito de Neuburgo.

## A Guerra dos Trinta Anos
A Guerra dos Trinta Anos ocupa mais de 30 dos 44 anos do seu governo e os seus perigos dominam a vida de Wolfgang Guilherme.
Após a derrota e a deposição do Eleitor Palatino Frederico V pelo Imperador em 1623, os Wittelsbach do ramo bávaro recuperam os despojos do ramo senior da dinastia. Pela sua parte o duque de Neuburgo obtem três distritos do Alto Palatinado: Parkstein, Pleystein e Weiden. No entanto, nos primeiros anos da década de 1630, ele toma partido pela renascença do eleitorado palatino do Reno. É a denominada Causa Palatina, que o opõe aos Habsburgo.
A sua política de neutralidade, denunciada pela Dieta do Império em 1641, não impede as ocupações e pilhagens, as contribuições mais ou menos forçadas para as tropas dos dois campos. A partir de dezembro de 1639, por exemplo, as tropas imperiais ocupam diversas praças fortes em Julich-Berg (Gladbach, Dülken, Sittard, Mühlheim, Siegburg) e o general de artilharia Guillaume de Lamboy recruta soldados em Julich, apesar dos protesto de Dusseldórfia. Em 1649 foi necessário pagar elevadas somas às tropas estrangeira para que libertassem o território. Os Suecos e os Hessianos obtêm, assim, elevadas "satisfações" (Satisfaktiongelder). Também o duque da Baviera reclama ao ducado de Neuburgo 80.000 florins de indemnização de guerra. Guilherme teve que penhorar a cidade e o distrito de Hemau, próximo de Ratisbona, para encontrar essa soma. Antes da declaração da guerra, os ducados de Julich-Berg contavam com cerca 275 000 habitantes. As estimativas de 1650 não lhes dá mais do que 256.000, dos quais 131.000 para Berg e 125.000 para Julich.

## Casamentos e descendência

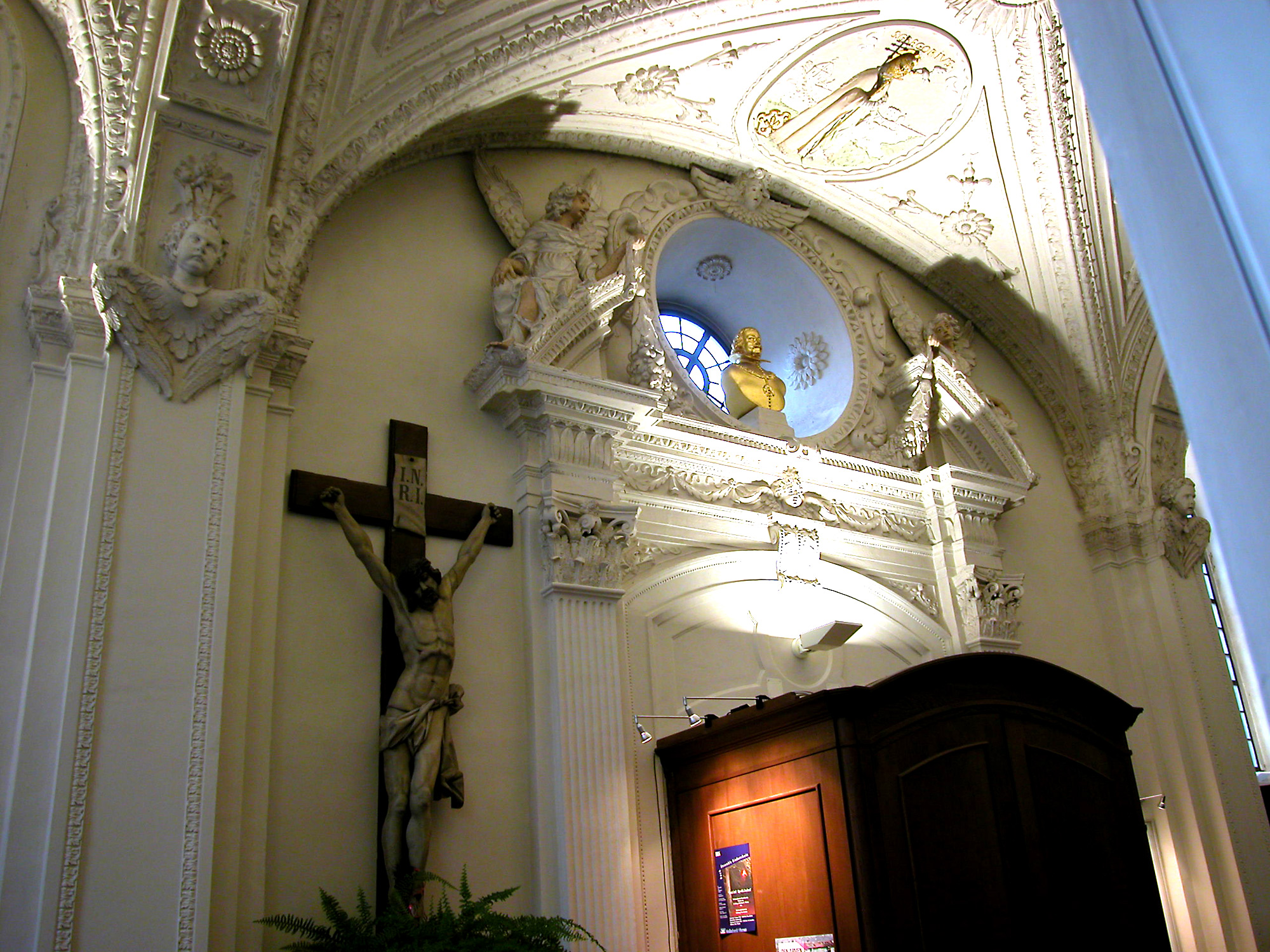
Busto por cima da entrada da Andreaskirche (Igreja de Santo André) de Dusseldórfia.

Wolfgang Guilherme casa por três vezes:
- em 1613, com Madalena da Baviera de quem nasce um filho:
  - Filipe Guilherme (Philipp Wilhelm), que sucede no património do pai e que herda, em 1685, o Palatinado do Reno com o respetivo título de Príncipe Eleitor.

- em 1631, com Catarina Carlota do Palatinado-Zweibrücken, de quem teve dois filhos:
  - Fernando Filipe (Ferdinand Philipp), nasce e more em 1633;
  - Leonor Francisca (Eléonore Franziska), nasce e more em 1634.

- em 1651, com Maria Francisca de Fürstenberg-Heiligenberg, filha de Egon VII de Fürstenberg-Heiligenberg, sem descendência.

## Vida familiar

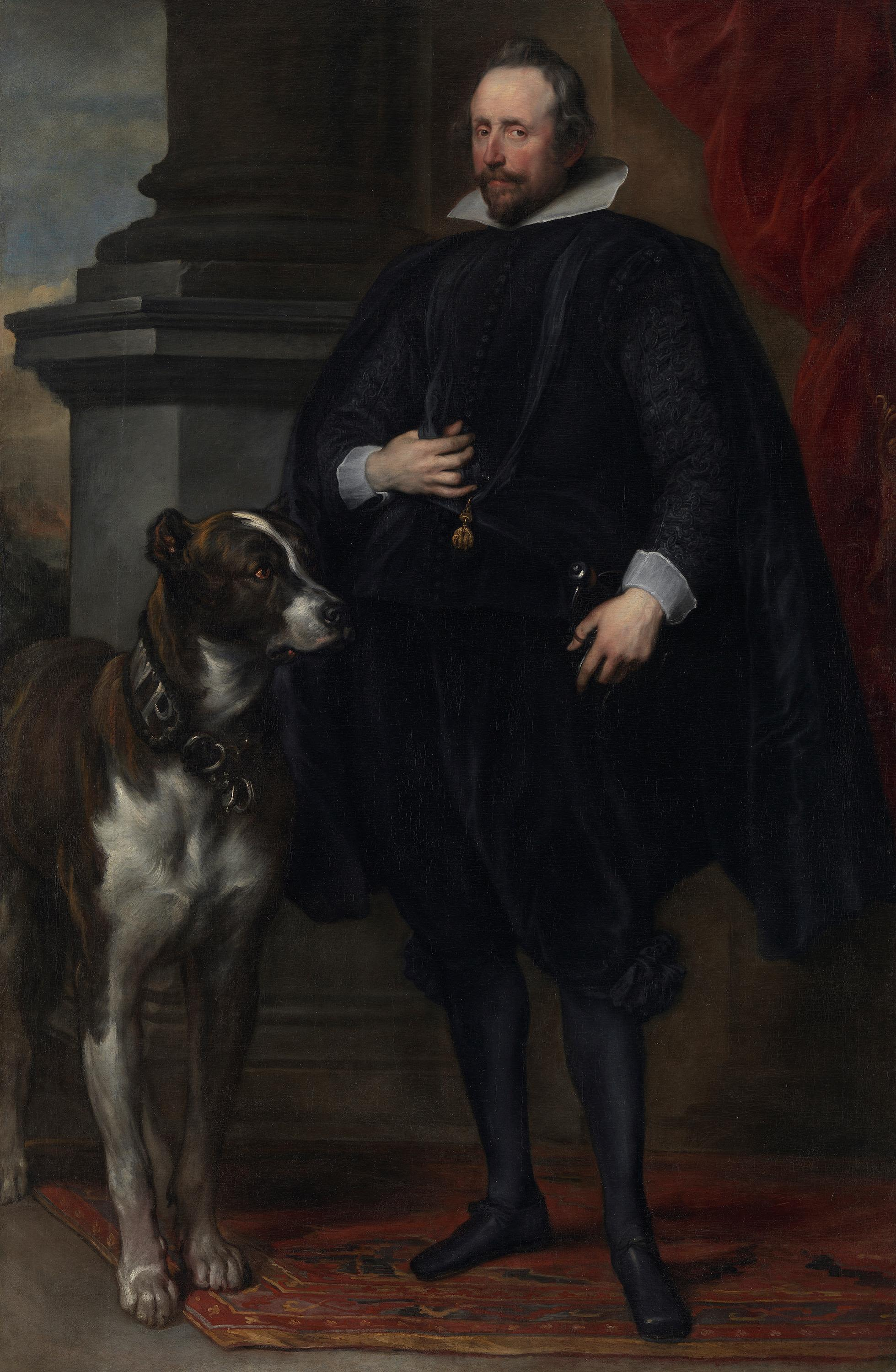
Retrato por van Dyck, cerca de 1629.

A sua vida familiar não foi particularmente feliz. O seu primeiro casamento dá-lhe um filho mas a vida conjugal com Madalena da Baviera é cada vez menos harmoniosa.
A sua segunda esposa, Catarina Carlota do Palatinado-Zweibrücken, com menos 37 anos que ele, psicologicamente instável, sofre também de reumatismo, e é visivelmente depressiva. Desde 1632 (quando ela tem 17 anos) ela diz que deseja morrer. Ela dá-lhe dois filhos que morrem poucos meses depois do nascimento. Ao morrer, é sepultada na tumba principesca da igreja de S. Lamberto, uma vez que quer os jesuítas, quer o Arcebispo-Eleitor de Colónia recusaram que essa calvinista fosse sepultada na nova igreja de Santo André.
Wolfgang Guilherme zanga-se com o filho único, Filipe Guilherme, ao opor-se em 1642 ao casamento deste com Ana, filha do rei da Polónia Sigismundo Vasa. Em 1651, aos 73 anos, ele casa uma terceira vez com Maria Francisca de Fürstenberg-Heiligenberg, com 18 anos de idade. Deste casamento não houve descendência.
As dificuldades agravaram-se talvez devido aos acessos de cólera e instabilidade de caráter de Wolfgang Guilherme. O representante do Brandemburgo, Georg Ehrentreich von Burgsdorff, fala também da tendência para o vinho e do seu copo de 2 litros (2 Maß). Restam-lhe os prazeres da caça. Aos 14 anos de idade ele tinha já um diário onde anota as lebres, os estorninhos ou as raposas que caça. A caça ocupa~lhe mais de metade do tempo na juventude.
Mais tarde dedica-se à criação de cães de caça, mesmo dos de grande porte. Faz-se pintar por Van Dyck acompanhado dum cão (ver quadro, à esquerda).

## Cerimónias fúnebres
Os funerais de Wolfgang Guilherme tiveram lugar em maio de 1653. Conforme o seu testamento de 1642, ele é sepultado na cripta instalada atrás do altar-mor de Santo André, em Dusseldorfia. Em 1717 o seu sarcófago é deslocado para o Mausoléu construído atrás do coro de Santo André no início do século XVIII.
O seu coração é depositado, de acordo com a tradição, na igreja palatina de Neuburgo.